# Club de Deportes Provincial Curicó Unido
Club de Deportes Provincial Curicó Unido, eller bara Curicó Unido, är en fotbollsklubb från Curicó i Chile. Klubben grundades 26 februari 1973 och spelar på Estadio La Granja som tar 8 000 personer. Klubbens rivaler är Ñublense från Chillán och Rangers från Talca.